# Slade School of Fine Art

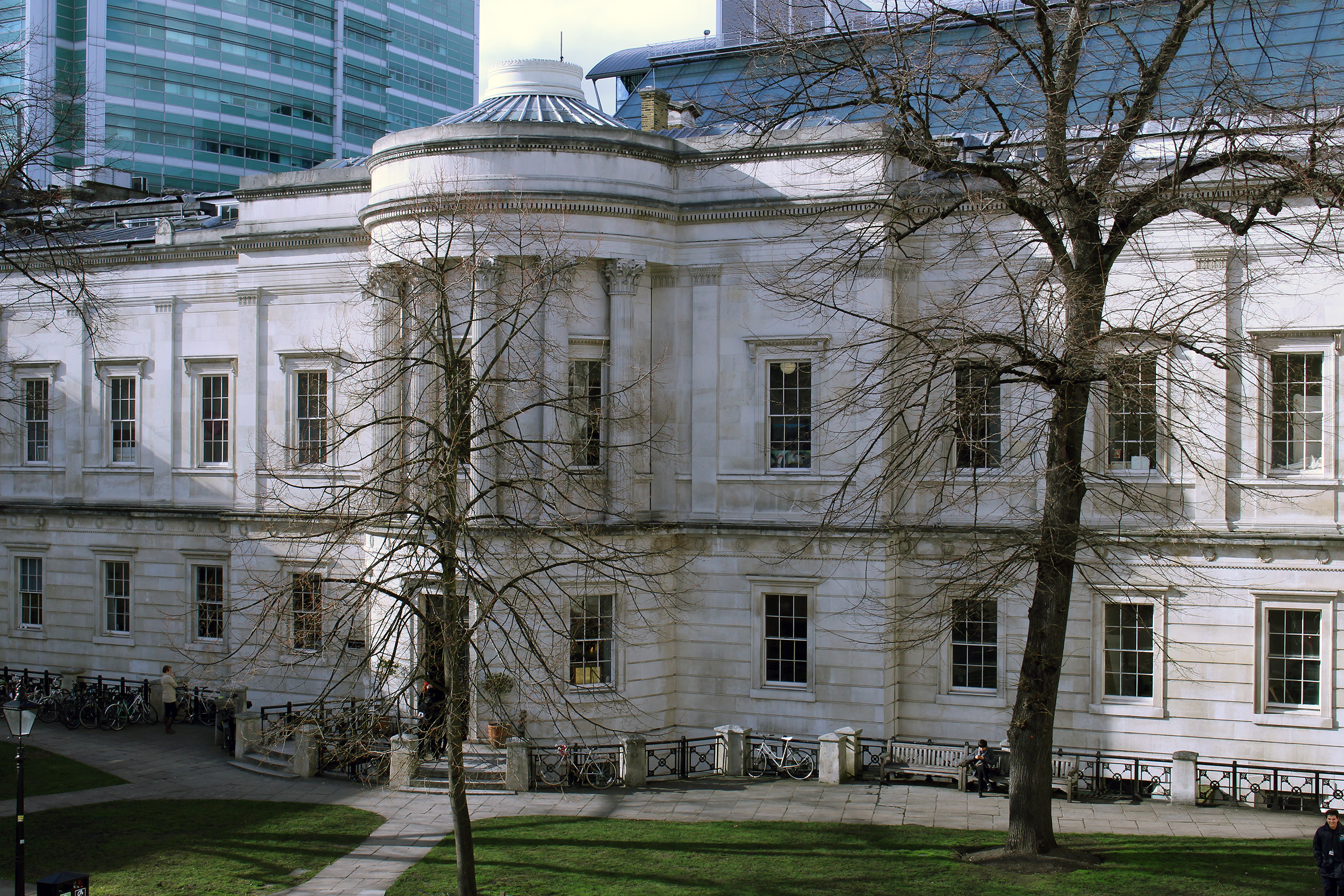
Slade School of Fine Art

De Slade School of Fine Art is een gerenommeerde kunstacademie in Groot-Brittannië. De school maakt deel uit van het University College London. De school staat in Gower Street in de Londense wijk Bloomsbury.
De Slade School of Fine Art werd in 1871 gesticht. De school dankt haar oprichting en haar naam aan de filantroop Felix Slade, die in zijn testament bepaalde dat er met een deel van zijn erfenis een Academie moest worden opgericht.
De school heeft een staf van ongeveer 50 mensen op ongeveer 250 studenten. De academie biedt verschillende programma's op alle terreinen van de moderne kunst en de kunstgeschiedenis. Sinds 1995 beschikt de school over een Centre for Electronic Media in Fine Art.
Enkele leden van de Bloomsburygroep, zoals Duncan Grant, Carrington en Mark Gertler, studeerden aan deze academie